# Hans Schnell (Maler)
Hans Schnell (* 4. April 1951 in München; † 7. Mai 2019) war ein deutscher Maler und Zeichner. Er lebte in Hamburg und München.
Hans Schnell studierte von 1971 bis 1974 Kunstgeschichte, Pädagogik und Kunsterziehung an der LMU München sowie 1974 bis 1980 an der Münchner Akademie der Bildenden Künste. Ab 1977 war er Meisterschüler bei Karl Fred Dahmen. Seit 1980 hatte er ein eigenes Atelier.
Er lehrte an der Akademie der Bildenden Künste München (1987–1998) und der Hochschule für Bildende Künste Dresden (1994–1998). 2009 war er Guest Artist an der Rome University of Fine Arts. Seit 2011 lehrte er an der westrumänischen Universität des Westens Timișoara.
Schnell hatte zahlreiche Einzelausstellungen und seine Arbeiten sind in vielen öffentlichen Sammlungen zugänglich. 

## Ehrungen und Auszeichnungen
- 1981 – Förderprogramm der Art Cologne
- 1984 – Förderprogramm der Bayrischen Akademie der Schönen Künste
- 1985 – Kunstpreis des Fördervereins Bildende Kunst Nürnberg